# Ла Цлајва (Долина Аосте)
Ла Цлајва је насеље у Италији у округу Долина Аосте, региону Долина Аосте.
Према процени из 2011. у насељу је живело 55 становника. Насеље се налази на надморској висини од 1000 м.